# Open Quimper Bretagne Occidentale 2012
L'Open Quimper Bretagne Occidentale 2012, noto anche come Open EuroEnergie de Quimper, è stato un torneo professionistico di tennis maschile giocato sul cemento. È stata l'11ª edizione del torneo che fa parte dell'ATP Challenger Tour nell'ambito dell'ATP Challenger Tour 2012. Si è giocato a Quimper in Francia dal 6 al 12 febbraio 2012.

## Partecipanti

### Teste di serie
| Nazionalità | Giocatore              | Ranking* | Testa di serie |
| ----------- | ---------------------- | -------- | -------------- |
| Francia     | Édouard Roger-Vasselin | 98       | 1              |
| Sudafrica   | Rik De Voest           | 119      | 2              |
| Tunisia     | Malek Jaziri           | 122      | 3              |
| Germania    | Daniel Brands          | 129      | 4              |
| Germania    | Björn Phau             | 134      | 5              |
| Spagna      | Arnau Brugués-Davi     | 140      | 6              |
| Francia     | Florent Serra          | 142      | 7              |
| Spagna      | Pablo Carreño Busta    | 143      | 8              |

- Ranking al 30 gennaio 2012.

### Altri partecipanti
Giocatori che hanno ricevuto una wild card:
- Jonathan Dasnières de Veigy
- Romain Jouan
- Paul-Henri Mathieu
- Guillaume Rufin

Giocatori che hanno ricevuto uno special exempt per entrare nel tabellone principale:
- Marius Copil

Giocatori passati dalle qualificazioni:
- Adrien Bossel
- Pierre-Hugues Herbert
- Olivier Patience
- Laurent Rochette
- Elie Rousset (lucky loser)

## Campioni

### Singolare
Igor Sijsling ha battuto in finale  Malek Jaziri con il punteggio di 6–3, 6–4

### Doppio
Pierre-Hugues Herbert /  Maxime Teixeira hanno battuto in finale  Dustin Brown /  Jonathan Marray con il punteggio di 7–6(5), 6–4